# Елена Матей
Елена Матей (рум. Elena Matei) — молдовсько-румунська модель та співачка.

## Біографія
Елена Матей народилася у Молдові. Її мати росіянка, батько — молдованин. 
Модельний агент помітив її у підлітковому віці на вулицях Бухареста у 2012 році. 
Зараз вона ділить свій час між Нью-Йорком, Маямі, Лос-Анджелесом і Європою.

## Кар'єра
Елена Матей працювала моделлю для різних кампаній та едиторіалів в усьому світі, а також для відомих видань: Harper's Bazaar, Elle, Marie Claire, QP та Ocean Drive.
З'являлася на обкладинках видань Harper's Bazaar В'єтнам, Harper's Bazaar Греція, Elle Греція,, L'Officiel Росія, Haunted Magazine, Rumors, QP та Acqualina.
Брала участь у кампаніях Raw Spirit, Nissa, Guess Jeans, Tommy Hilfiger та Victoria's Secret.
Провідний фотограф Victoria's Secret Рассел Джеймс обрав її для зйомок у своїй книзі «Ангели» поруч із супермоделями Кендіс Сванепул, Лілі Олдрідж, Адріаною Лімою, Джіджі Хадід, Сінді Кроуфорд та співачкою Ріанною.
Елена Матей представляє американське відділення агентства Elite Model Management.